# Ragrad Video
Ragrad Video — российская компания. Штаб-квартира компании расположена в Санкт-Петербурге.

## История
Мультимедиа-холдинг «Ragrad Video» был основан в 2008 году. В этом же году в состав холдинга вошел музыкальный журнал «Fuzz».
В 2010 году появилось первое Санкт-Петербургское интернет-телевидение Piter.tv. Портал Piter.tv также предоставляет услуги видеохостинга и позволяет загружать видео до 2 Гб на неограниченный срок.
Осенью-2011 появился портал Online47.ru, посвящённый новостям Ленинградской области.
30 ноября 2011 было запущено Delovoe.tv — первое интернет телевидение о бизнесе, посвященное новостям бизнеса и экономики. Delovoe.tv транслирует бизнес-новости Петербурга, интервью с руководителями крупных компаний, а также предоставляет аналитические материалы.
30 декабря 2011 мультимедиа-холдинг «Ragrad Video» приобрел старейшее рекламное издание России — «Реклама-Шанс». На базе газеты появился бизнес-инкубатор для интернет-проектов — «Шанс Biz-Lab».
Весной 2012 года холдинг запустил проект «Видеосеть» — по распространению видео-рекламы в видео-контенте как в интернете, так и на видеоэкранах в местах большой проходимости — в Бизнес-центрах, Торговых комплексах и на Медиаканале в общественном транспорте (маршрутные такси, автобусы, троллейбусы, трамваи).
Летом 2012 совместно с порталом Fontanka.ru была запущена и баннерная сеть.

## Собственники и руководство
Учредителем ООО «Раград» является  генеральный директор компании Дементьев Владимир Борисович.

## Деятельность
Мультимедиа-холдинг, который представляет собой интегрированную коммуникационную-платформу в интернете. Специализируется на производстве, распространении, монетизации видео-контента в интернете, предоставляет различные рекламные и PR услуги, сервисы облачного видео.
Медиа-холдинг также занимается организацией прямых трансляций разного уровня.

### Состав медиа-холдинга
- Piter.tv
- Delovoe.tv
- Fuzz magazine
- «Реклама-Шанс»